# Alan Pascoe
Alan Peter Pascoe (Portsmouth, 11 ottobre 1947) è un ex ostacolista britannico.

## Biografia
Ad inizio carriera gareggiò sugli ostacoli alti. Nel 1968 partecipò alle Olimpiadi di Città del Messico dove fu eliminato al primo turno della gara sui 110 metri ostacoli. Nel 1969 vinse i Giochi europei indoor sui 50 metri ostacoli e giunse terzo ai campionati europei assoluti sui 110 hs. Nella stessa specialità fu secondo ai campionati europei del 1971. Nel 1972, alla sua seconda Olimpiade, fu eliminato in semifinale, ma si rifece correndo con la staffetta 4x400 che vinse la medaglia d'argento facendo registrare il record europeo.
Negli anni seguenti, specializzatosi definitivamente sul giro di pista, ottenne altri importanti successi. Ai campionati europei del 1974 vinse la gara sui 400 metri ostacoli e bissò l'oro vincendo anche con la staffetta 4x400. Nello stesso anno, ai Giochi del Commonwealth, vinse l'oro nei 400 ostacoli e l'argento con la staffetta inglese. Nel 1976, alla sua terza Olimpiade, raggiunse la finale dei 400 hs terminandola all'ottavo posto. Conquistò la sua ultima medaglia internazionale ai Giochi del Commonwealth del 1978, bronzo sui 400 hs.

## Palmarès
| Anno | Manifestazione          | Sede         | Evento      | Risultato | Prestazione | Note                  |
| ---- | ----------------------- | ------------ | ----------- | --------- | ----------- | --------------------- |
| 1969 | Europei indoor          | Belgrado     | 50 hs       | Oro       | 14"1        |                       |
| 1969 | Europei                 | Atene        | 110 hs      | Bronzo    | 13"9        |                       |
| 1971 | Europei                 | Helsinki     | 110 hs      | Argento   | 14"09       |                       |
| 1972 | Giochi olimpici         | Monaco       | 4×400 metri | Argento   | 3'00"46     | Record europeo        |
| 1974 | Europei                 | Roma         | 400 hs      | Oro       | 48"82       | Record dei campionati |
| 1974 | Europei                 | Roma         | 4×400 metri | Oro       | 3'03"33     |                       |
| 1974 | Giochi del Commonwealth | Christchurch | 400 hs      | Oro       | 48"83       |                       |
| 1974 | Giochi del Commonwealth | Christchurch | 4×400 metri | Argento   | 3'04"43     |                       |
| 1978 | Giochi del Commonwealth | Edmonton     | 400 hs      | Bronzo    | 50"09       |                       |